# Urosigalphus floridaensis
Urosigalphus floridaensis är en stekelart som beskrevs av Gibson 1972. Urosigalphus floridaensis ingår i släktet Urosigalphus och familjen bracksteklar. Inga underarter finns listade i Catalogue of Life.